# Browary (Wiślica)
Browary – część miasta Wiślica położona w województwie świętokrzyskim w powiecie buskim w gminie Wiślica.
W latach 1975–1998 miejscowość administracyjnie należała do województwa kieleckiego.